# 交通事件即決裁判手続
交通事件即決裁判手続（こうつうじけんそっけつさいばんてつづき）は、交通に関する刑事事件の迅速適正な処理を図るために行われる即決裁判手続。交通事件即決裁判手続法（昭和29年法律113号、以下「法」という。）に規定されており、名目上は現行の制度であるものの1979年を最後に行われていない。

## 交通事件の定義
この手続で取り扱う交通事件とは、道路交通法（昭和35年法律第105号）第8章に規定されている罪に関する事件である。

## 即決裁判の請求
検察官が即決裁判の請求をする際は、所管の簡易裁判所に刑事訴訟法（昭和23年法律第131号）による公訴の提起と同時に書面で行わなければならないが、検察官は被疑者に対し、あらかじめ即決裁判手続を理解させるために必要な事項を説明し、刑事訴訟法の規定に従い裁判を受けることができる旨を告げた上、即決裁判手続によることについて異議がないかどうかを確かめなければならない。なお、検察官は、即決裁判の請求と同時に、即決裁判をするために必要があると思料する書類及び証拠物を裁判所に差し出すこととなっている（法第4条、第5条）。

## 即決裁判
簡易裁判所は、交通に関する刑事事件について検察官の請求により、公判前、即決裁判で、50万円以下の罰金又は科料を科することができる。この場合には、刑の執行猶予をし、没収を科し、その他付随の処分をすることができる。即決裁判は、即決裁判手続によることについて、被告人に異議があるときは、することができない（法第3条）。即決裁判手続においては、被告人の憲法上の権利を侵さない限り、検察官が差し出した書類及び証拠物並びに期日において取調べをしたすべての資料に基づいて、裁判することができる（法第11条）。即決裁判の宣告をする場合には、罪となるべき事実、適用した法令、科すべき刑及び附随の処分並びに宣告があった日から14日以内に刑事訴訟法の定める通常の規定による審判（正式裁判）の請求ができる旨を告げなければならず、即決裁判の宣告をしたときは、その内容が記録される（法第12条）。

## 正式裁判の請求
即決裁判の宣告を受けた者又は検察官は、その告知を受けた日から14日以内に正式裁判の請求をすることができる。この正式裁判の請求は、即決裁判をした裁判所に、書面で行い、正式裁判の請求があったときは、裁判所は、速やかにその旨を検察官又は略式命令を受けた者に通知することとなっている（法第13条）。 

## 即決裁判の効力
即決裁判は、正式裁判の請求により判決をしたときその効力は失われる。また、即決裁判は、正式裁判の請求期間の経過又はその請求の取下げにより、確定判決と同一の効力を生ずる。正式裁判の請求を棄却する裁判が確定したときも、同様である（法第14条）。